# János Scheffler
János Scheffler (* 29. Oktober 1887 in Kálmánd, Komitat Sathmar, Österreich-Ungarn; † 6. Dezember 1952 in Jilava, Rumänien) war römisch-katholischer Bischof von Satu Mare und Oradea Mare. Am 3. November 2011 wurde er seliggesprochen.

## Leben
János Scheffler entstammte ärmlichen Verhältnissen, besuchte das Gymnasium in Satu Mare, studierte Theologie an der Theologischen Fakultät der Universität Budapest und wurde am 6. Juli 1906 zum Priester geweiht. Er studierte in Rom ab 1910, wo er am Priesterkolleg Santa Maria dell’Anima lebte. Er promovierte in kanonischem Recht. Er unterrichtete Philosophie und Theologie 1923 am Priesterseminar in Satu Mare, 1926 am Priesterseminar Oradea und ab 1940 kanonisches Recht an der Universität in Cluj.
Am 26. März 1942 ernannte ihn Papst Pius XII. zum Bischof von Satu Mare. Die Bischofsweihe empfing er am 17. Mai 1942 durch den Erzbischof von Esztergom, Jusztinián György Kardinal Serédi OSB; Mitkonsekratoren waren der Bischof von Csanád, Gyula Glattfelder und der Bischof von Košice, István Madarász. Am 9. April 1948 wurde er nach einer erneuten Zusammenlegung der beiden Bistümer auch zum Bischof von Oradea Mare ernannt.
Am 23. Mai 1950 wurde János Scheffler verhaftet und im Franziskanerkloster unter Hausarrest gestellt. Am 10. März 1952 wurde er in das Gefängnis Jilava bei Bukarest verbracht und dort gefoltert. Er starb am 6. Dezember 1952 und wurde anonym beerdigt. Der genaue Platz wurde vom orthodoxen Pfarrer des Gefängnisses vermerkt und er zeigte ihn einem katholischen Priester, der die irdischen Überreste heimlich ausgrub. Sie wurden in der Krypta der Kathedrale von Satu Mare beigesetzt; am 17. Juni 2011 verbrachte man sie in einen Seitenaltar der Kathedralkirche.

## Würdigung
Im Jahr 1999 wurde Bischof Johannes Scheffler als Glaubenszeuge in das deutsche Martyrologium des 20. Jahrhunderts aufgenommen.

## Seligsprechung

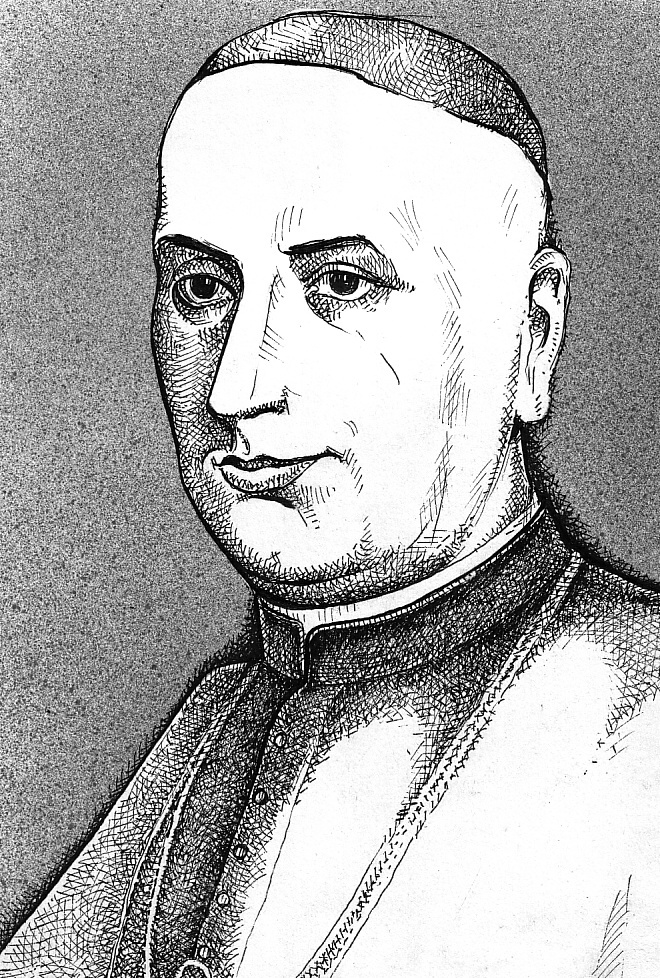
Sel. János Scheffler

Am 3. Juli 2011 wurde er auf dem Hauptplatz in Satu Mare in Anwesenheit von Kardinal Angelo Amato, dem Präfekten der Kongregation für die Selig- und Heiligsprechungsprozesse, im Auftrag von Papst Benedikt XVI. seliggesprochen. Hauptzelebrant war Kardinal Péter Erdő.